# Crécise
La crécise è una pressa manuale utilizzata nella costruzione di mattoni crudi e pietre artificiali.
La pressa fu elaborata da François Cointeraux (1740 – 1830) partendo da un torchio per il vino. Questo strumento, inventato dall'architetto francese nel 1806, ebbe un grande successo tra i coltivatori e i costruttori di quella che si definisce l'architettura rurale e vernacolare, e fu utilizzata per le loro costruzioni, ma anche per la realizzazione di stufe in pietra artificiale.
Cointeraux cita per la prima volta questo strumento in un opuscolo dal titolo Les Petits Bâtisseurs, instruction élémentaire nécessaire pour emploi des pierres factices à la construction rurale des dépendances d'une ferme; présenté sous forme d'un dialogue entre jeunes, inventeur de la 'crécise' et amateur d'âge mûr.
Cointeraux cita differenti tipologie di crécise a seconda del tipo di elemento costruttivo che era necessario realizzare, come ad esempio: la grande Crécise per costruire piccole fabbricati, fienili, stalle, scuderie, fabbriche, vetrerie; quella per costruire muri non in linea retta; la moyenne Crécise per costruire manufatti come serre, eremi, belvederi; una per costruire volte semicircolari o a ogiva, del diametro di 9 o 12 piedi; quella per erigere colonne per giardini, vestiboli, scale.